# Lotus 21
La Lotus 21 è una vettura monoposto impiegata in Formula 1, progettata da Colin Chapman. Aveva motore centrale e telaio in tubi ricoperti con pannelli di fibra di vetro. Il motore era il Coventry Climax FPF a quattro cilindri mentre i freni erano a disco.
La Lotus 21 venne utilizzata nel campionato del 1961 dal Team Lotus e dal Team di Rob Walker. Con la 21 il Team Lotus conquistò la sua prima vittoria in Formula 1 vincendo con Innes Ireland il Gran Premio degli Stati Uniti. La 21 continuò ad essere utilizzata dai team privati fino alla stagione del 1965.
Questa vettura verrà sostituita nel 1962 dalla Lotus 24 e dalla Lotus 25, quest'ultima dotata del telaio monoscocca.